# کرم شنی
کرم شنی (نام علمی: Alitta virens) نام یک گونه از رده پرتاران است.